# ITF World Champion
Dal 1978 la ITF (International Tennis Federation) assegna il titolo di ITF World Champion (campione del mondo di tennis ITF), basandosi sulle prestazioni dell'intera stagione, in particolare nei quattro tornei del Grande Slam e negli eventi come la Coppa Davis e la Fed Cup.
L'ITF è la federazione internazionale del tennis riconosciuta dal CIO, ben distinta dalla ATP per la quale, invece, viene assegnato l'ATP World Tour Awards al n. 1 del ranking ATP di fine anno.

## Uomini

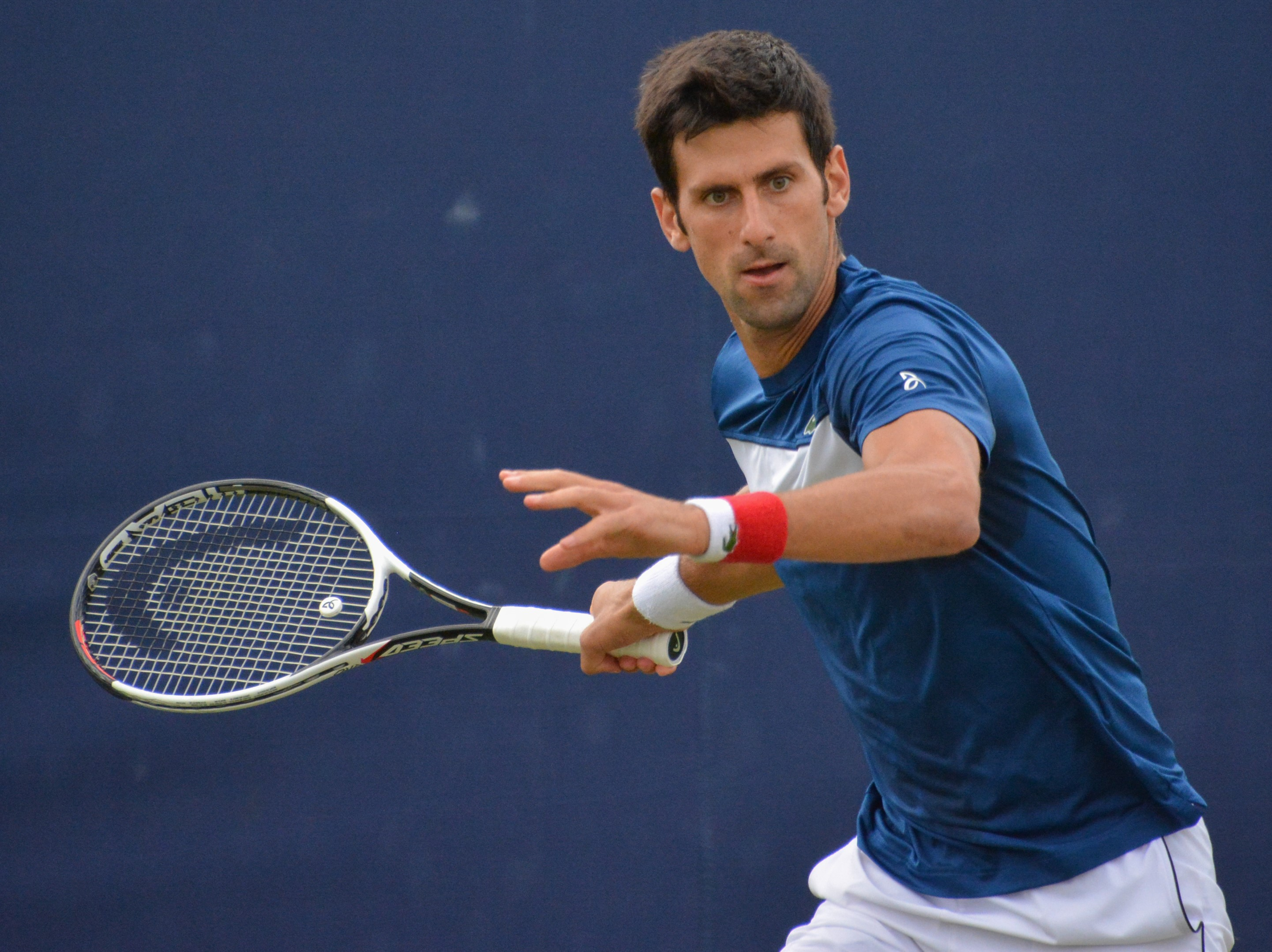
Il serbo Novak Đoković con 8 titoli di campione del mondo ITF è al primo posto come miglior palmarès.

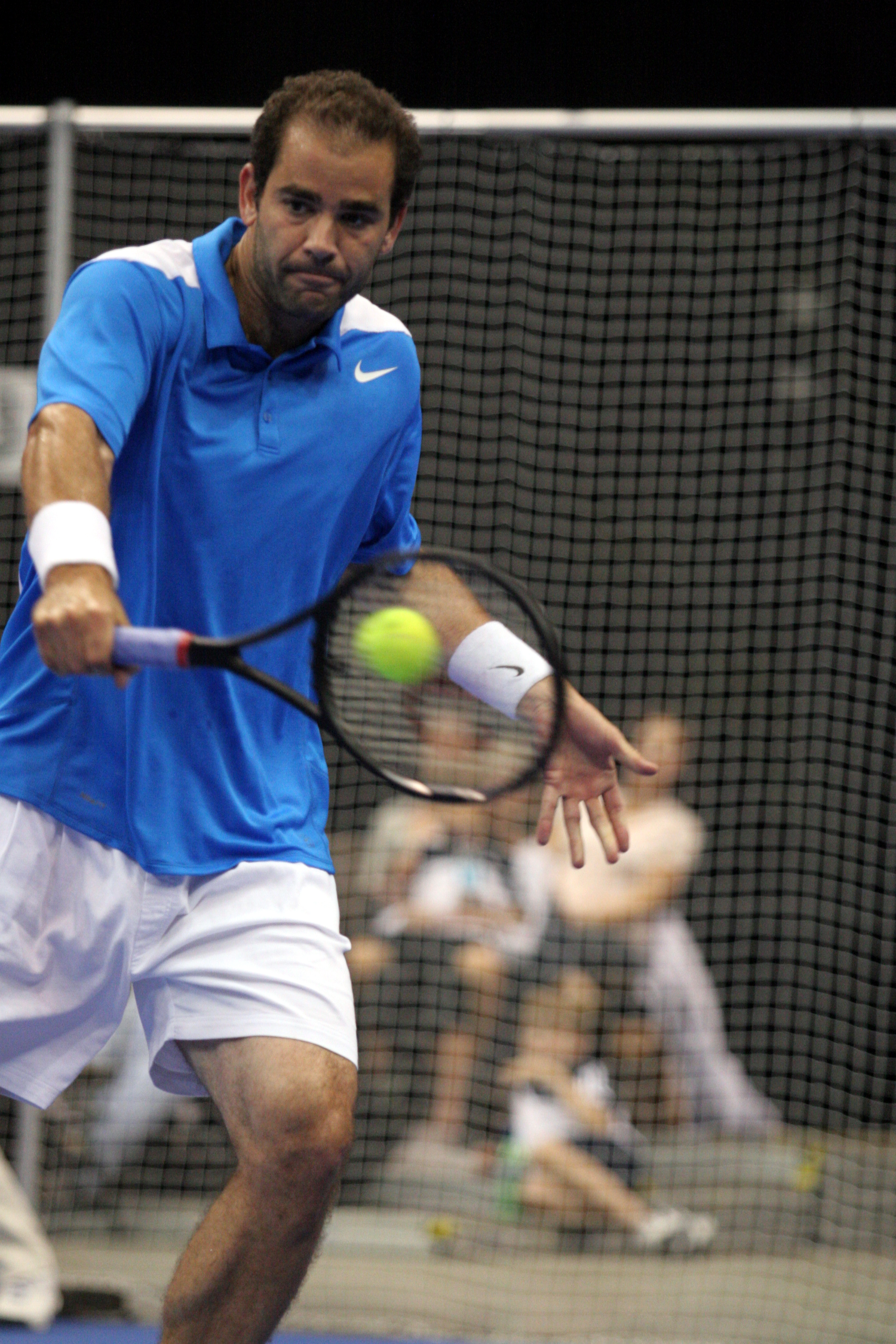
L'americano Pete Sampras con 6 titoli consecutivi di campione del mondo ITF è al primo posto come titoli consecutivi.

In sei occasioni il campione del mondo ITF è stato diverso da quello del ranking ATP: nel 1978 (Borg per Connors), 1982 (Connors per McEnroe), 1989 (Becker per Lendl), 1990 (Lendl per Edberg), 2013 (Djokovic per Nadal) e 2022 (Nadal per Carlos Alcaraz).
Solo in un caso il premio non è stato assegnato: nel 2020 perché la stagione fu interrotta per larga parte (dal 23 marzo 2020 al 23 agosto 2020) a causa della pandemia di COVID-19 (coronavirus).
| Anno | Naz                       | Nome                                      |
| ---- | ------------------------- | ----------------------------------------- |
| 1978 | Svezia (bandiera)         | Björn Borg                                |
| 1979 | Svezia (bandiera)         | Björn Borg (2)                            |
| 1980 | Svezia (bandiera)         | Björn Borg (3)                            |
| 1981 | Stati Uniti (bandiera)    | John McEnroe                              |
| 1982 | Stati Uniti (bandiera)    | Jimmy Connors                             |
| 1983 | Stati Uniti (bandiera)    | John McEnroe (2)                          |
| 1984 | Stati Uniti (bandiera)    | John McEnroe (3)                          |
| 1985 | Cecoslovacchia (bandiera) | Ivan Lendl                                |
| 1986 | Cecoslovacchia (bandiera) | Ivan Lendl (2)                            |
| 1987 | Cecoslovacchia (bandiera) | Ivan Lendl (3)                            |
| 1988 | Svezia (bandiera)         | Mats Wilander                             |
| 1989 | Germania (bandiera)       | Boris Becker                              |
| 1990 | Cecoslovacchia (bandiera) | Ivan Lendl (4)                            |
| 1991 | Svezia (bandiera)         | Stefan Edberg                             |
| 1992 | Stati Uniti (bandiera)    | Jim Courier                               |
| 1993 | Stati Uniti (bandiera)    | Pete Sampras                              |
| 1994 | Stati Uniti (bandiera)    | Pete Sampras (2)                          |
| 1995 | Stati Uniti (bandiera)    | Pete Sampras (3)                          |
| 1996 | Stati Uniti (bandiera)    | Pete Sampras (4)                          |
| 1997 | Stati Uniti (bandiera)    | Pete Sampras (5)                          |
| 1998 | Stati Uniti (bandiera)    | Pete Sampras (6)                          |
| 1999 | Stati Uniti (bandiera)    | Andre Agassi                              |
| 2000 | Brasile (bandiera)        | Gustavo Kuerten                           |
| 2001 | Australia (bandiera)      | Lleyton Hewitt                            |
| 2002 | Australia (bandiera)      | Lleyton Hewitt (2)                        |
| 2003 | Stati Uniti (bandiera)    | Andy Roddick                              |
| 2004 | Svizzera (bandiera)       | Roger Federer                             |
| 2005 | Svizzera (bandiera)       | Roger Federer (2)                         |
| 2006 | Svizzera (bandiera)       | Roger Federer (3)                         |
| 2007 | Svizzera (bandiera)       | Roger Federer (4)                         |
| 2008 | Spagna (bandiera)         | Rafael Nadal                              |
| 2009 | Svizzera (bandiera)       | Roger Federer (5)                         |
| 2010 | Spagna (bandiera)         | Rafael Nadal (2)                          |
| 2011 | Serbia (bandiera)         | Novak Đokovic                             |
| 2012 | Serbia (bandiera)         | Novak Đokovic (2)                         |
| 2013 | Serbia (bandiera)         | Novak Ðokovic (3)                         |
| 2014 | Serbia (bandiera)         | Novak Đokovic (4)                         |
| 2015 | Serbia (bandiera)         | Novak Đokovic (5)                         |
| 2016 | Regno Unito (bandiera)    | Andy Murray                               |
| 2017 | Spagna (bandiera)         | Rafael Nadal (3)                          |
| 2018 | Serbia (bandiera)         | Novak Đokovic (6)                         |
| 2019 | Spagna (bandiera)         | Rafael Nadal (4)                          |
| 2020 | -                         | Non assegnato per la Pandemia da COVID-19 |
| 2021 | Serbia (bandiera)         | Novak Đokovic (7)                         |
| 2022 | Spagna (bandiera)         | Rafael Nadal (5)                          |
| 2023 | Serbia (bandiera)         | Novak Đokovic (8)                         |
| 2024 | Italia (bandiera)         | Jannik Sinner                             |

I giocatori indicati in grassetto sono quelli ancora in attività.
| Totale |                 |
| ------ | --------------- |
| 8      | Novak Đoković   |
| 6      | Pete Sampras    |
| 5      | Roger Federer   |
| 5      | Rafael Nadal    |
| 4      | Ivan Lendl      |
| 3      | Björn Borg      |
| 3      | John McEnroe    |
| 2      | Lleyton Hewitt  |
| 1      | Jimmy Connors   |
| 1      | Mats Wilander   |
| 1      | Boris Becker    |
| 1      | Stefan Edberg   |
| 1      | Jim Courier     |
| 1      | Andre Agassi    |
| 1      | Gustavo Kuerten |
| 1      | Andy Roddick    |
| 1      | Andy Murray     |
| 1      | Jannik Sinner   |

| Paese |                 |
| ----- | --------------- |
| 13    | Stati Uniti     |
| 8     | Serbia          |
| 5     | Svezia          |
| 5     | Svizzera        |
| 5     | Spagna          |
| 4     | Repubblica Ceca |
| 2     | Australia       |
| 1     | Germania        |
| 1     | Brasile         |
| 1     | Regno Unito     |
| 1     | Italia          |

## Donne

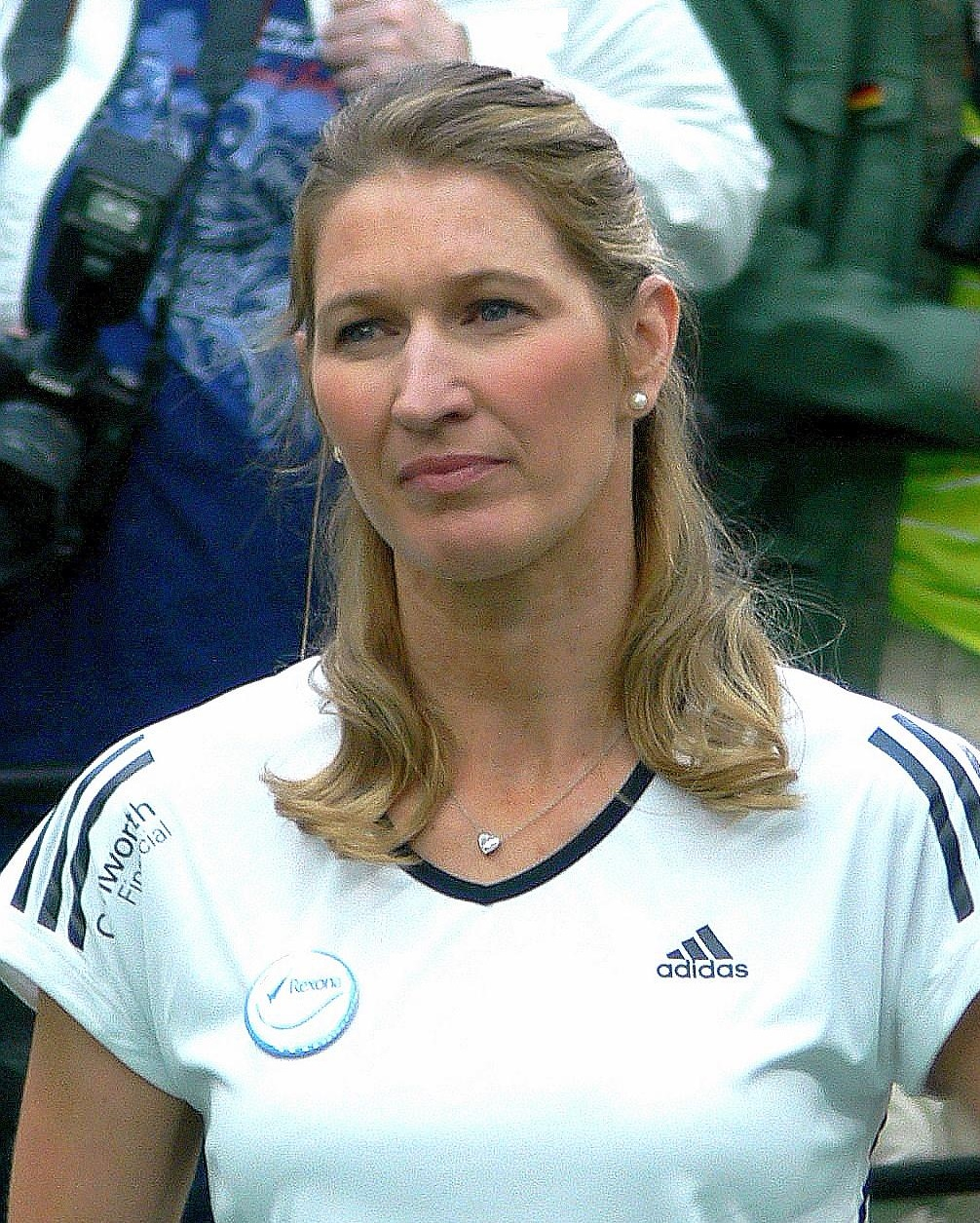
La tedesca Steffi Graf con 7 titoli di campionessa del mondo ITF è al primo posto come miglior palmarès.

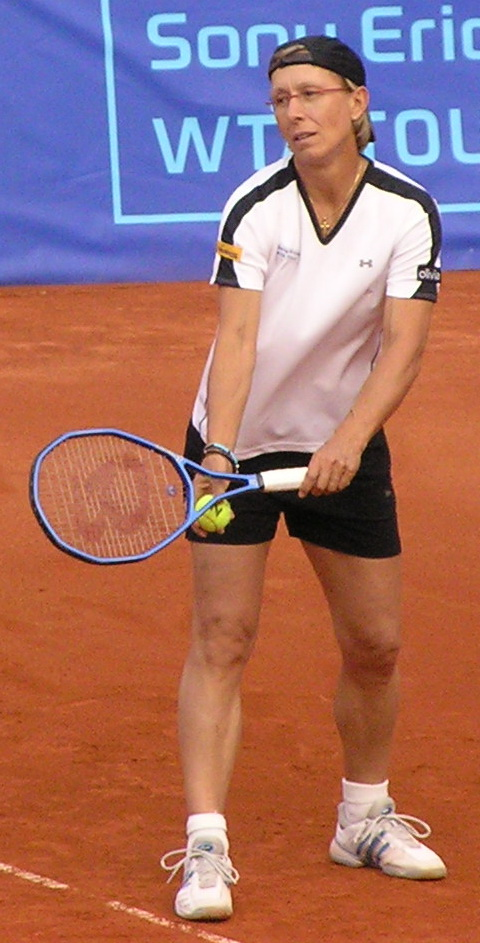
La statunitense d'origine cecoslovacca Martina Navrátilová con 5 titoli consecutivi di campione del mondo ITF (6 totali) è al primo posto come titoli consecutivi.

Solo in un caso il premio non è stato assegnato: nel 2020 perché la stagione fu interrotta per larga parte (dal 23 marzo 2020 al 23 agosto 2020) a causa della pandemia di COVID-19 (coronavirus).
| Anno | Naz                       | Nome                                      |
| ---- | ------------------------- | ----------------------------------------- |
| 1978 | Stati Uniti (bandiera)    | Chris Evert                               |
| 1979 | Cecoslovacchia (bandiera) | Martina Navratilova                       |
| 1980 | Stati Uniti (bandiera)    | Chris Evert (2)                           |
| 1981 | Stati Uniti (bandiera)    | Chris Evert (3)                           |
| 1982 | Cecoslovacchia (bandiera) | Martina Navratilova (2)                   |
| 1983 | Cecoslovacchia (bandiera) | Martina Navratilova (3)                   |
| 1984 | Cecoslovacchia (bandiera) | Martina Navratilova (4)                   |
| 1985 | Cecoslovacchia (bandiera) | Martina Navratilova (5)                   |
| 1986 | Cecoslovacchia (bandiera) | Martina Navratilova (6)                   |
| 1987 | Germania (bandiera)       | Steffi Graf                               |
| 1988 | Germania (bandiera)       | Steffi Graff (2)                          |
| 1989 | Germania (bandiera)       | Steffi Graf (3)                           |
| 1990 | Germania (bandiera)       | Steffi Graf (4)                           |
| 1991 | Jugoslavia (bandiera)     | Monica Seles                              |
| 1992 | Jugoslavia (bandiera)     | Monica Seles (2)                          |
| 1993 | Germania (bandiera)       | Steffi Graf (5)                           |
| 1994 | Spagna (bandiera)         | Arantxa Sánchez Vicario                   |
| 1995 | Germania (bandiera)       | Steffi Graf (6)                           |
| 1996 | Germania (bandiera)       | Steffi Graf (7)                           |
| 1997 | Svizzera (bandiera)       | Martina Hingis                            |
| 1998 | Stati Uniti (bandiera)    | Lindsay Davenport                         |
| 1999 | Svizzera (bandiera)       | Martina Hingis (2)                        |
| 2000 | Svizzera (bandiera)       | Martina Hingis (3)                        |
| 2001 | Stati Uniti (bandiera)    | Jennifer Capriati                         |
| 2002 | Stati Uniti (bandiera)    | Serena Williams                           |
| 2003 | Belgio (bandiera)         | Justine Henin                             |
| 2004 | Russia (bandiera)         | Anastasija Myskina                        |
| 2005 | Belgio (bandiera)         | Kim Clijsters                             |
| 2006 | Belgio (bandiera)         | Justine Henin (2)                         |
| 2007 | Belgio (bandiera)         | Justine Henin (3)                         |
| 2008 | Serbia (bandiera)         | Jelena Janković                           |
| 2009 | Stati Uniti (bandiera)    | Serena Williams (2)                       |
| 2010 | Danimarca (bandiera)      | Caroline Wozniacki                        |
| 2011 | Rep. Ceca (bandiera)      | Petra Kvitová                             |
| 2012 | Stati Uniti (bandiera)    | Serena Williams (3)                       |
| 2013 | Stati Uniti (bandiera)    | Serena Williams (4)                       |
| 2014 | Stati Uniti (bandiera)    | Serena Williams (5)                       |
| 2015 | Stati Uniti (bandiera)    | Serena Williams (6)                       |
| 2016 | Germania (bandiera)       | Angelique Kerber                          |
| 2017 | Spagna (bandiera)         | Garbiñe Muguruza                          |
| 2018 | Romania (bandiera)        | Simona Halep                              |
| 2019 | Australia (bandiera)      | Ashleigh Barty                            |
| 2020 | -                         | Non assegnato per la Pandemia da COVID-19 |
| 2021 | Australia (bandiera)      | Ashleigh Barty (2)                        |
| 2022 | Polonia (bandiera)        | Iga Świątek                               |
| 2023 | Bielorussia (bandiera)    | Aryna Sabalenka                           |
| 2024 | Polonia (bandiera)        | Iga Świątek (2)                           |

Le giocatrici indicate in grassetto sono quelle ancora in attività.
| Totale | Giocatrice              |
| ------ | ----------------------- |
| 7      | Steffi Graf             |
| 6      | Martina Navrátilová     |
| 6      | Serena Williams         |
| 3      | Chris Evert             |
| 3      | Martina Hingis          |
| 3      | Justine Henin           |
| 2      | Monica Seles            |
| 2      | Ashleigh Barty          |
| 2      | Iga Świątek             |
| 1      | Arantxa Sánchez Vicario |
| 1      | Lindsay Davenport       |
| 1      | Jennifer Capriati       |
| 1      | Anastasia Myskina       |
| 1      | Kim Clijsters           |
| 1      | Jelena Janković         |
| 1      | Caroline Wozniacki      |
| 1      | Petra Kvitová           |
| 1      | Angelique Kerber        |
| 1      | Garbiñe Muguruza        |
| 1      | Simona Halep            |
| 1      | Aryna Sabalenka         |

| Paese |                 |
| ----- | --------------- |
| 17    | Stati Uniti     |
| 8     | Germania        |
| 4     | Belgio          |
| 3     | Svizzera        |
| 2     | Australia       |
| 2     | Jugoslavia      |
| 2     | Spagna          |
| 2     | Polonia         |
| 1     | Russia          |
| 1     | Serbia          |
| 1     | Danimarca       |
| 1     | Repubblica Ceca |
| 1     | Romania         |
| 1     | Bielorussia     |